# 서울염동초등학교
서울염동초등학교(서울鹽東初等學校)는 대한민국 서울특별시 강서구에 있는 공립 초등학교로 1997년에 개교되었다.

## 학교 연혁
- 1997년 5월 16일 서울염동초등학교 개교

## 참고 자료
- 서울염동초등학교 - 한국교육학술정보원 학교알리미